# Damigny
Damigny – miejscowość i gmina we Francji, w regionie Normandia, w departamencie Orne.
Według danych na rok 1990 gminę zamieszkiwało 2495 osób, a gęstość zaludnienia wynosiła 519 osób/km² (wśród 1815 gmin Dolnej Normandii Damigny plasuje się na 76. miejscu pod względem liczby ludności, natomiast pod względem powierzchni na miejscu 898.).